# Тбилисская телебашня
Тбилисская телебашня —  многоцелевая башня в Тбилиси, Грузия, используемая для телерадиовещания и размещения антенн сотовой связи.

## Описание
Башня построена в 1972 году взамен старой телебашни. Относится к ведению Грузинского телецентра, созданного в 1955 году. Представляет собой отдельно стоящее на естественном возвышении (гора Мтацминда) сооружение. Обладает необычной формой — основной ствол башни вместе с двумя «подпорками» образует в проекции треугольник. Высота башни составляет 274,5 метра над поверхностью горы. Высота от уровня моря — 719,2 метра. Сейчас она находится на территории парка «Мтацминда».

## Пожар
В октябре 1994 года на высоте 100 метров произошло возгорание. Пожар прекратился, лишь когда полностью выгорели кабели, по которым сигнал поступал с передающего оборудования на антенну. В результате пожара телевещание прекратилось более чем на сутки, но затем было восстановлено, поскольку передающее оборудование почти не пострадало.